# Rosalio Martirez
Rosalio Martirez, également connu sous le nom de Yoyong Martirez, né le 9 septembre 1946 à Catbalogan (Samar) et mort le 18 juin 2024 à Pasig (Grand Manille),, est un joueur philippin de basket-ball entre 1972 et 1982. 
Il est conseiller de district de Pasig de 1995 à 2004 et maire adjoint de Pasig de 2004 à 2013. Il est également acteur.

## Palmarès
- Champion d'Asie 1973